# Elevador do Bom Jesus
Elevador do Bom Jesus är en vattenbarlastad bergbana i Braga i norra Portugal som går upp till helgedomen Bom Jesus do Monte. Den är 274 meter lång och invigdes år 1882.
För trafiken på bergbanan svarar två vagnar med plats för 38 passagerare vardera som går på vart sitt spår och är förbundna med en kabel. Spårvidden är 1435 mm (normalspår). Vagnarna är försedda med en vattentank på  5 850 liter som fungerar som motvikt. Tanken fylls på toppstationen och töms på dalstationen.
Resan tar mellan 2,4 och 4 minuter och höjdskillnaden är 116 meter.
Den 7 juli 2019 utsågs helgedomen och bergbanan till världsarv av Unesco.